# Мессиада
«Мессиада» (нидерл. Der Messias)  — эпическая поэма Фридриха Готлиба Клопштока, изданная в 1748—1773 годах.
Эпос Клопштока изображает историю страстей Иисуса и его воскресения в 20 песнях и почти 20 000 стихах согласно Евангелию от Матфея, гл. 26–28 (или Евангелие от Марка, глава 14, и Евангелие от Луки, глава 22), начиная с его молитвы на Елеонской горе.